# Kasteel Strijthagen

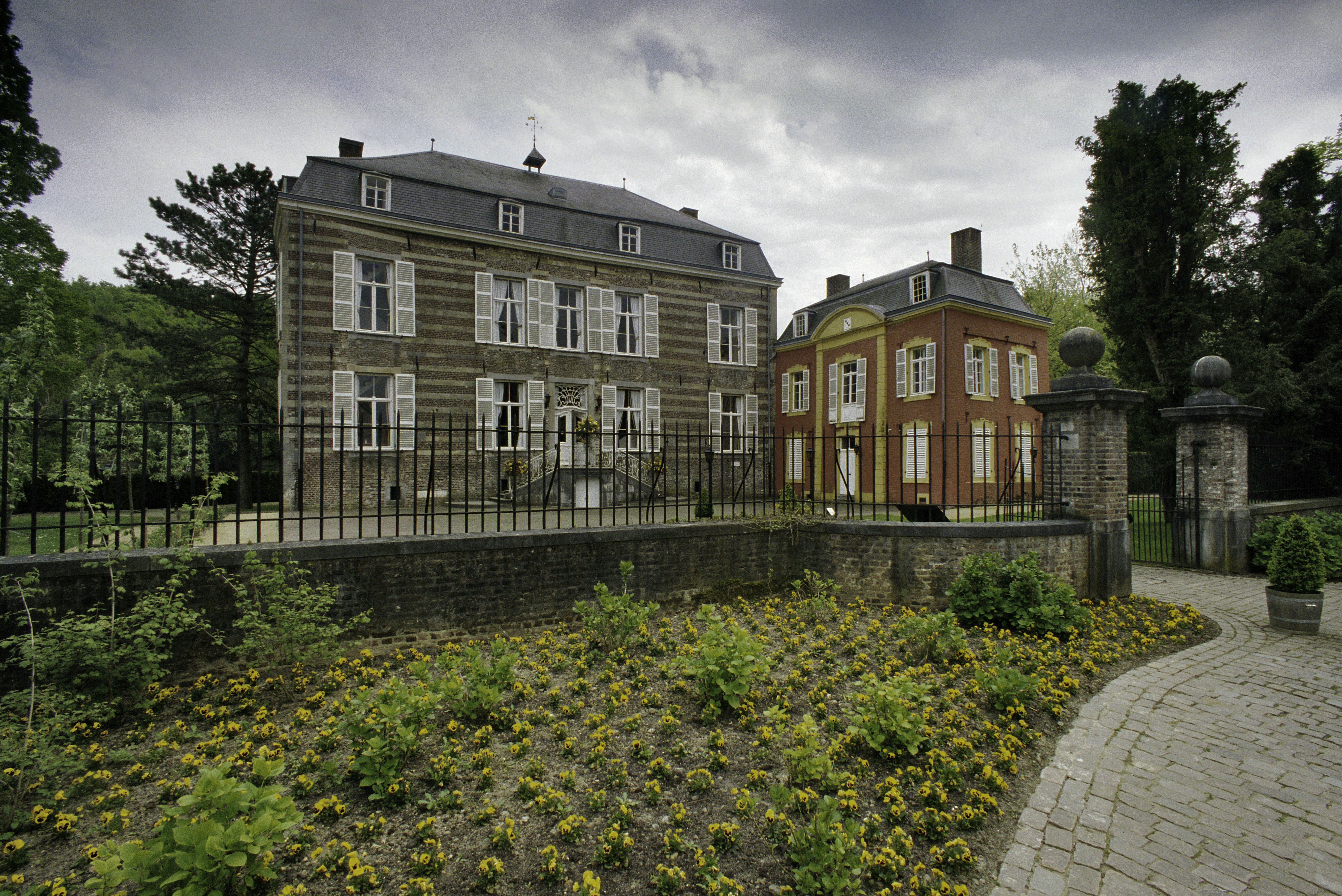
Herrenhaus der Schlossanlage, Ansicht von Nordwesten

Das Kasteel Strijthagen (deutsch Schloss Strijthagen oder Schloss Streithagen) ist eine Schlossanlage auf dem Gebiet der Gemeinde Landgraaf in Niederländisch-Limburg.
Sie ging vermutlich aus einer mittelalterlichen Vorgängeranlage der Familie von Strijthagen hervor, deren Wurzeln im 13. Jahrhundert lagen. Über die Familie Judenkop kam die damalige Burg an das Geschlecht der von Schaesberg, unter dem ein neues Herrenhaus errichtet wurde. Weil Michael von Schaesberg vollkommen verschuldet und ohne Kinder verstarb, gelangte die Anlage in den Besitz zweier seiner Gläubiger und von denen schließlich an den Aachener Kaufmann Mathias Gerard von Clotz. Er ließ die Vorburg neu errichten und das Herrenhaus im Stil des Barocks umbauen. Letzte bauliche Änderungen an der Anlage gab es zu Beginn des 20. Jahrhunderts, als Friedrich Honigmann Eigentümer war.
Als sich in den 1960er Jahren durch den benachbarten Steinkohlenbergbau starke Schäden an der Bausubstanz zeigten, drohte der Schlossanlage der Abriss, doch durch eine umfassende Restaurierung mit Kosten in Millionenhöhe konnte sie erhalten werden. Seit 2016 sind die Gebäude Privateigentum eines russischen Künstlerpaares, die sie als Kunstzentrum nutzen.
Die zweiteilige Anlage ist der besterhaltene Herrensitz in der Gemeinde Landgraaf und steht seit dem 21. Februar 1967 unter Denkmalschutz. Die ehemals zum Schloss gehörende Wassermühle ist schon seit dem 17. Januar 1967 ein eigenständiges Rijksmonument.

## Geschichte

### Mittelalter
Eine Familie von Strijthagen wurde um die Mitte des 13. Jahrhunderts erstmals urkundlich erwähnt, so zum Beispiel Hendrik von Strijthagen im Dezember 1256. Sie besaß wahrscheinlich an der Stelle des heutigen Schlosses eine mittelalterliche Burg, die im 14. Jahrhundert an die Herren von Monjardin kam und 1378 durch den Herzog von Brabant und ehemaligen Grafen von Valkenburg, Wenzel von Luxemburg, erworben wurde. Er belehnte 1381 Nyt von Birgelen mit dem Besitz. Nur fünf Jahre später war Johan von Judenkop(f) Lehnsnehmer. Seine Familie besaß die Burg auch noch im 15. und 16. Jahrhundert und vergrößerte den zugehörigen Landbesitz. Durch die Heirat Anna Judenkops von Strijthagen mit Jorrys von Schaesberg am 24. September 1510 kam der Herrensitz an die Familie des Ehemanns. Anlässlich der Heirat wurde das „huyss zo Strithaghen“ erstmals schriftlich genannt. Zu jener Zeit war es von Wassergräben umgeben, und dem Haupthaus mit Satteldach und Treppengiebeln war ein rechteckiger, ummauerter Hof vorgelagert. Dessen nordwestliche Ecke war von einem runden Eckturm markiert. An der Westseite dieses Hofs stand ein rechteckiger Baukörper, der möglicherweise ein Torhaus oder ein weiterer Turm war. Westlich dieses Hofs lag, von diesem durch einen Graben getrennt, eine dreiflügelige Vorburg.

### Frühe Neuzeit
Nach Jorrysʼ Tod teilten die beiden Söhne Wilhelm und Johann den Familienbesitz 1563 unter sich auf. Der erstgeborene Johann erhielt dabei die Herrschaft Schaesberg, während Strijthagen an Wilhelm ging, der bereits 1537 damit belehnt worden war. Vermutlich ließ Wilhelm das heutige Herrenhaus als Nachfolger des 1510 erwähnten Gebäudes errichten. Wilhelms Sohn Michael fügte der Anlage um 1617 eine nördlich des Herrenhauses am Strijthagerbeek gelegene Wassermühle hinzu. Sein gleichnamiger Enkel verstarb 1678 kinderlos und hinterließ seinen Erben nur einen Berg Schulden sowie ein Anwesen in einem desolaten baulichen Zustand. Entsprechend kam Strijthagen 1687 in den Besitz zweier Gläubiger, Daniel Albert Buret und Karl Lothar Schenk von Schmittburg. Letzterer erwarb am 3. April 1690 den Anteil seines Miteigentümers nach dessen Tod, um den gesamten Besitz im Oktober 1691 an den Aachener Kaufmann Mathias Gerard(us) von Clotz zu verkaufen. Dieser ließ Ende des 17. oder zu Beginn des 18. Jahrhunderts das vorhandene Herrenhaus umgestalten und westlich davon – nach Abriss der alten Wirtschaftsgebäude – die heutige Vorburg bauen. Die Brücke, welche Herrenhaus und Vorburgareal miteinander verband, ließ Clotz abreißen und den trennenden Graben verfüllen. Möglicherweise wurde bei den Arbeiten auch der bis dahin noch vorhandene runde Eckturm an der Nordwest-Ecke der Herrenhaushofs niedergelegt. Zum Umbau des Herrenhauses, bei dem es sein heutiges Mansarddach erhielt, gehörte auch die Umgestaltung des sich nach Westen anschließenden Verwalterhauses. Sie wurde in der Zeit zwischen 1710 und 1725 nach Entwürfen von Laurenz Mefferdatis vorgenommen. Auch ließ Clotz die zum Schloss gehörende Mühle instand setzen. Durch die Heirat seiner Enkelin Maria Theresia mit Franz Gabriel Cornelius von Collenbach im Jahr 1764 wechselte das Schloss in den Besitz der Familie von Collenbach, die es vermutlich um 1775 noch einmal veränderte und ihm damit sein heutiges Aussehen gab.

### 19. und 20. Jahrhundert
1811 veräußerten die von Collenbach das Anwesen an den späteren Bürgermeister von Schaesberg, Baron Peter Joseph von Lommessem, und seine Frau Maria-Augusta von Pelser-Berensberg. Seine Nicht Maria Augusta von Lommessem erbte den Besitz und brachte ihn in die Ehe mit dem Baron Leopold Joseph Victor von Rosen. Ihr Sohn Guillaume Pierre Charles Marie starb 1895, ohne Kinder hinterlassen zu haben, und so erbte seine Nichte Maria von Broich, verwitwete Spirlet, die Anlage und verkaufte sie 1899 an Friedrich Honigmann, den Gründer der Oranje-Nassau-Mijnen. Er ließ dem Herrenhaus 1905 an der Richtung Schlossweiher gelegenen Ostseite eine Terrasse vorsetzen und 1915 nördlich der Vorburg das sogenannte Kutscherhaus (niederländisch koetshuis) mit einem kleinen Ecktürmchen errichten. 1917 veräußerte Honigmann die Schlossanlage an seine einstige Bergwerksgesellschaft, deren Anteile er derweil verkauft hatte. Sie blieb bis 1976 Eigentümerin.
Seit 1952 wohnte der bedeutende niederländische Maler und Grafiker Aad de Haas mit seiner Familie für die letzten zwei Jahrzehnte seines Lebens auf dem Schloss, das zunehmend baufälliger wurde, denn die Bergbauaktivitäten des Bergwerks Oranje-Nassau II in unmittelbarer Nachbarschaft blieben nicht ohne Folgen für die Bausubstanz. 1955 ließen die Oranje-Nassau-Mijnen zwar die Vorburg instand setzen, doch die übrigen Gebäude der Anlage blieben fast unverändert. Eine Orangerie und ein Gewächshaus aus der zweiten Hälfte des 19. Jahrhunderts wurden abgerissen, anstatt sie wiederherzustellen. In den 1960er Jahren zeigten die Gebäude dann derart starke Schäden, dass ihr Abriss drohte. Die aufgestauten Weiher im Schlosspark waren durch die Grundwasserabsenkung für den Steinkohlenbergbau fast ausgetrocknet. Nachdem Aad de Haas’ Sohn Jesse 1977 als letzter Bewohner aus dem Herrenhaus ausgezogen war, stand die Anlage leer; lediglich das Verwalterhaus wurde noch als Vereinsheim des örtlichen Angelvereins genutzt. Die Gemeinde Landgraaf erwarb die Schlossanlage und begann im August 1980 mit Zuschüssen der öffentlichen Hand mit einer ersten großen Restaurierungsphase zur Rettung der Gebäude. Ein Gutachten aus dem Jahr 1975 hatte die Kosten dafür auf zwei Millionen Gulden geschätzt, doch da sich der Zustand der Gebäude durch die Bergbauschäden fünf Jahre später bereits drastisch verschlechtert hatte, wurde klar, dass die realen Kosten mindestens 4,5 Millionen Gulden betragen würden. Somit mussten die Arbeiten, als die bewilligten Finanzmittel in Höhe der ursprünglich veranschlagten Kosten aufgebraucht waren, im März 1981 vorerst eingestellt werden. Während der Restaurierung fanden im Schlosshof Ausgrabungen unter der Leitung der Universität von Delft statt. Die dabei gemachten Funde revidierten viele der zuvor gemachten Annahmen bezüglich der Schlossgeschichte. Eine zweite Restaurierungsphase schloss sich schließlich 1985 bis 1986 an.

### Heutige Nutzung
Der Plan, rund um das Schloss ein Neubaugebiet mit dem Herrenhaus und seiner Vorburg als Mittelpunkt eines Freizeitzentrum auszuweisen, wurde nie verwirklicht. Anstatt dessen verkaufte die Gemeinde das Schloss an die Betreiber des benachbarten Themenparks Mondo Verde, die es in ihr Parkkonzept einbanden. Dafür wurde der Schlosspark nach Entwürfen des Landschaftsarchitekten Niek Roozen modernisiert, wobei die grundlegenden Gestaltung aus der Zeit nach 1850 beibehalten wurde. Nachdem Mondo Verde Ende 2006 Insolvenz anmelden musste, blieben die Schlossgebäude lange Zeit ungenutzt und standen leer, ehe die Gemeinde das Anwesen 2013 zurückkaufte. 2016 veräußerte sie es schließlich an das Künstler-Ehepaar Alexander und Katja Taratynov, die es instand setzten ließen und nun als Kunstzentrum mit Ateliers, Ausstellungs- und Veranstaltungsräumen für kulturelle Zwecke nutzen. Das Herrenhaus und ein Bereich der Vorburg können zudem als Ferienwohnung gemietet werden. Die benachbarten Schlossweiher werden von Mitgliedern des Angelsportvereins HSV Strijthagen genutzt.

## Beschreibung

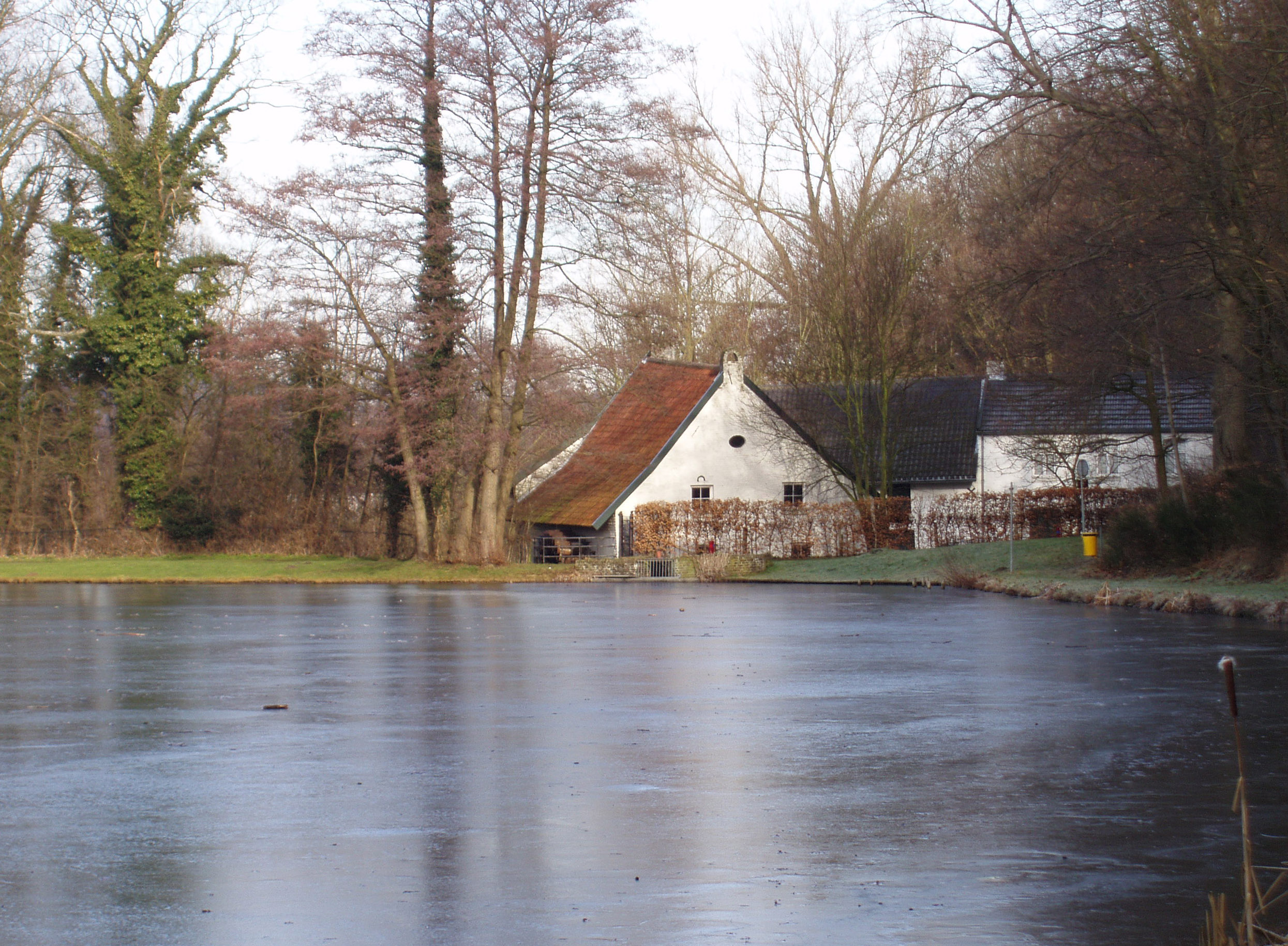
Wassermühle am nördlichen Rand des Streithagener Weihers

Das Kasteel Strijthagen besitzt die in Süd-Limburg übliche Zweiteilung von Herrenhaus und Vorburg. Die Schlossgebäude stehen dabei auf einem um 2 bis 2,5 Meter künstlich erhöhten Plateau im morastigen Tal des Strijthagerbeeks, eines kleinen Nebenflusses der Wurm, am südöstlichen Rand von Schaesberg auf dem Gebiet der heutigen Gemeinde Landgraaf.
Das Herrenhaus liegt an mehreren kleinen Weihern, die in einen sechs Hektar großen Landschaftsgarten nach englischen Vorbildern eingebettet sind. Sie entstanden im 16. Jahrhundert durch das Anlegen von Dämmen und Aufstauen des Strijthagerbeeks. Am Rand des nördlichsten Weihers steht dabei die als Getreidemühle errichtete Wassermühle, die Strijthagenmolen genannt wird. Sie stellte ihren Betrieb um 1950 ein und wurde 1989 umfassend restauriert.

### Vorburg

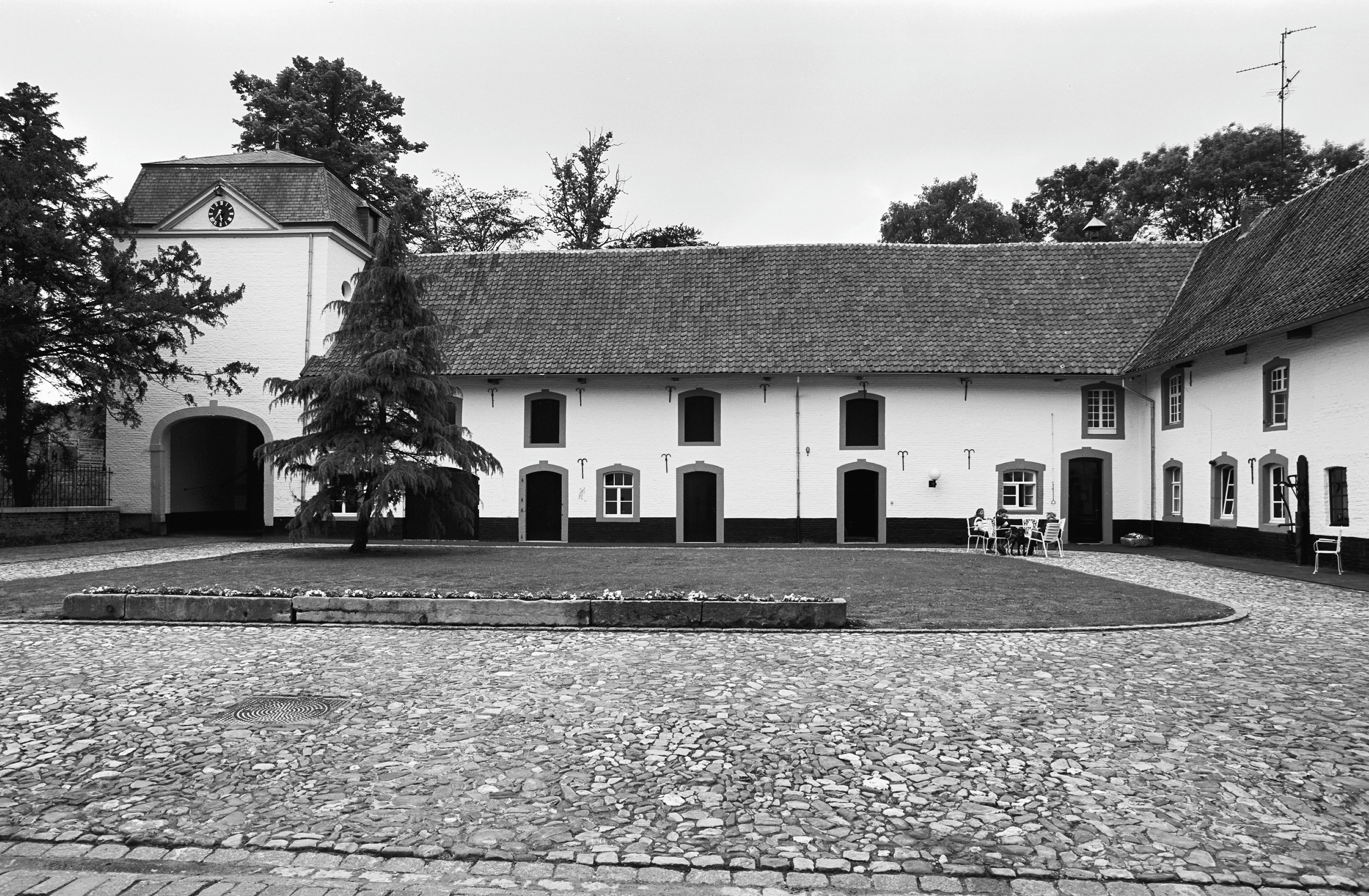
Südflügel der Vorburg mit Torturm

Die Vorburg Strijthagens ist eine dreiflügelige Hofanlage, deren Hufeisenform zum östlich gelegenen Herrenhaus hin geöffnet ist. An ihrer Südost-Ecke steht ein imposanter Torturm mit sechs Schießscharten und Mansarddach. Das Giebelfeld seines kleinen Dreiecksgiebels ist mit einer Uhr dekoriert. Früher führte eine Zugbrücke über den Wassergraben zu seiner segmentbogigen Tordurchfahrt. Der Graben ist heute nicht mehr vorhanden, denn er wurde ab dem frühen 19. Jahrhundert allmählich eingeebnet.
Die Wirtschaftsgebäude hatten vielleicht einen Vorgänger an gleicher Stelle. Die heutigen Trakte können in das letzte Jahrzehnt des 17. Jahrhunderts datiert werden, denn Maueranker zeigen das Jahr 1691 oder 1697. Ihr Mauerwerk aus Backstein ist weiß verputzt und bildet damit einen Kontrast zur Farbe des Herrenhauses.

### Herrenhaus

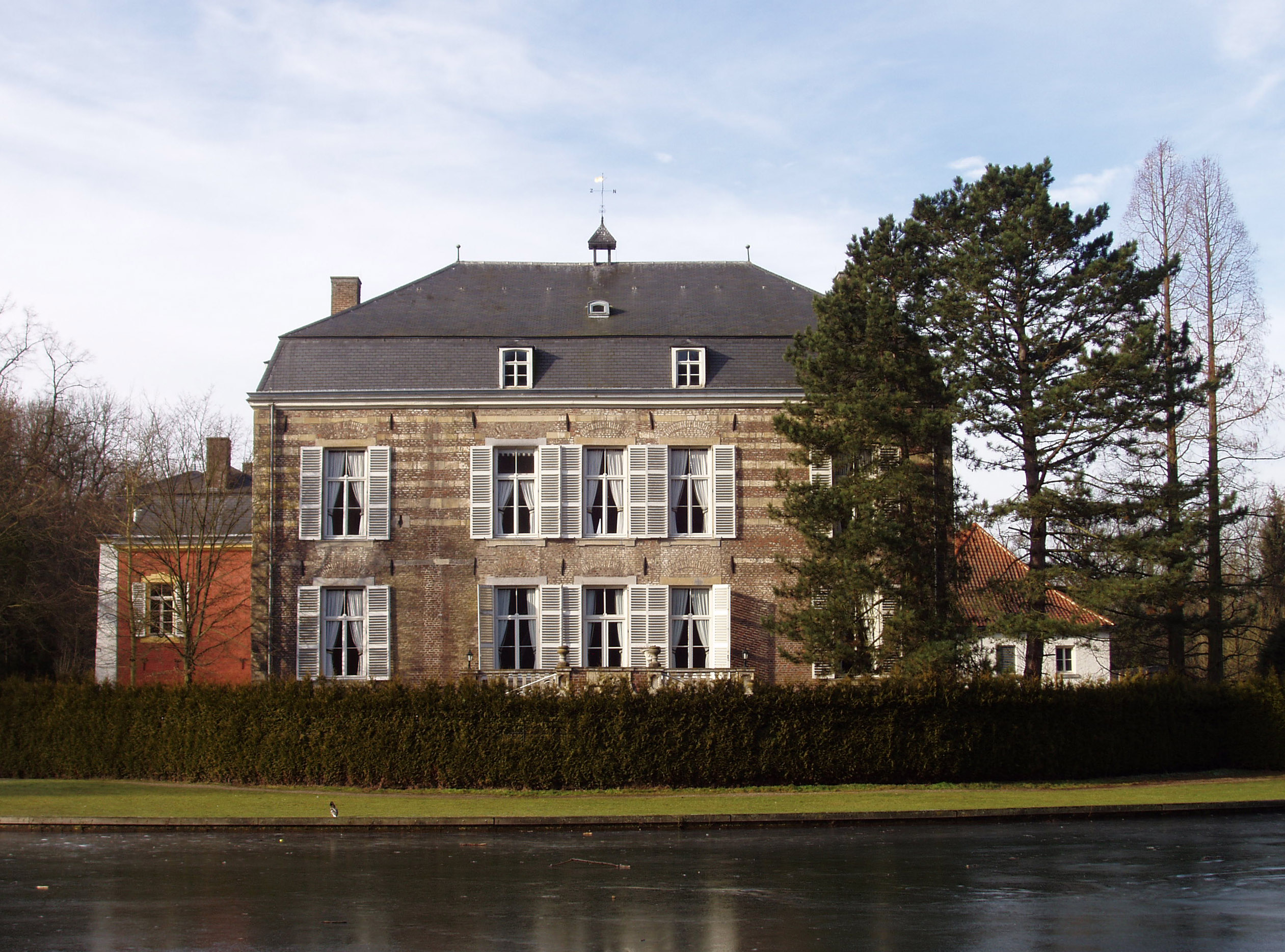
Ostfassade des Herrenhauses

Das zweigeschossige Haupthaus mit Mansarddach steht auf einem hohen Sockelgeschoss und besitzt Mauerwerk aus Specklagen, das heißt aus abwechselnden Schichten von rotem Backstein und hellem Haustein aus dem benachbarten Mergelland. Dieser Materialmix ist typisch für den in Limburg vertretenen Stil der Maasländischen Renaissance. Die Dicke der Kellermauern lässt vermuten, dass es sich bei ihnen um die Fundamente eines mittelalterlichen Vorgängers handelt.
Die Fassaden sind auf den gegenüberliegenden Seiten symmetrisch gestaltet und erhielten ihr Aussehen im Stil Louis-quinze/Louis-seize durch Umbauten um das Jahr 1775. Hochparterre und Obergeschoss besitzen an den Längsseiten je fünf große Rechteckfenster mit Rahmungen aus behauenem Blaustein. Zum mittig gelegenen Eingang an der Westseite führt eine zweiläufige Treppe mit schmiedeeisernem Geländer im Louis-seize-Stil hinauf. Die Ostseite des Hauses ist durch eine große Terrasse mit Balusterbrüstung betont. Sie kann vom Garten über eine große zweiläufige Freitreppe erreicht werden und bietet einen guten Blick auf die in unmittelbarer Nähe gelegenen Fischweiher.

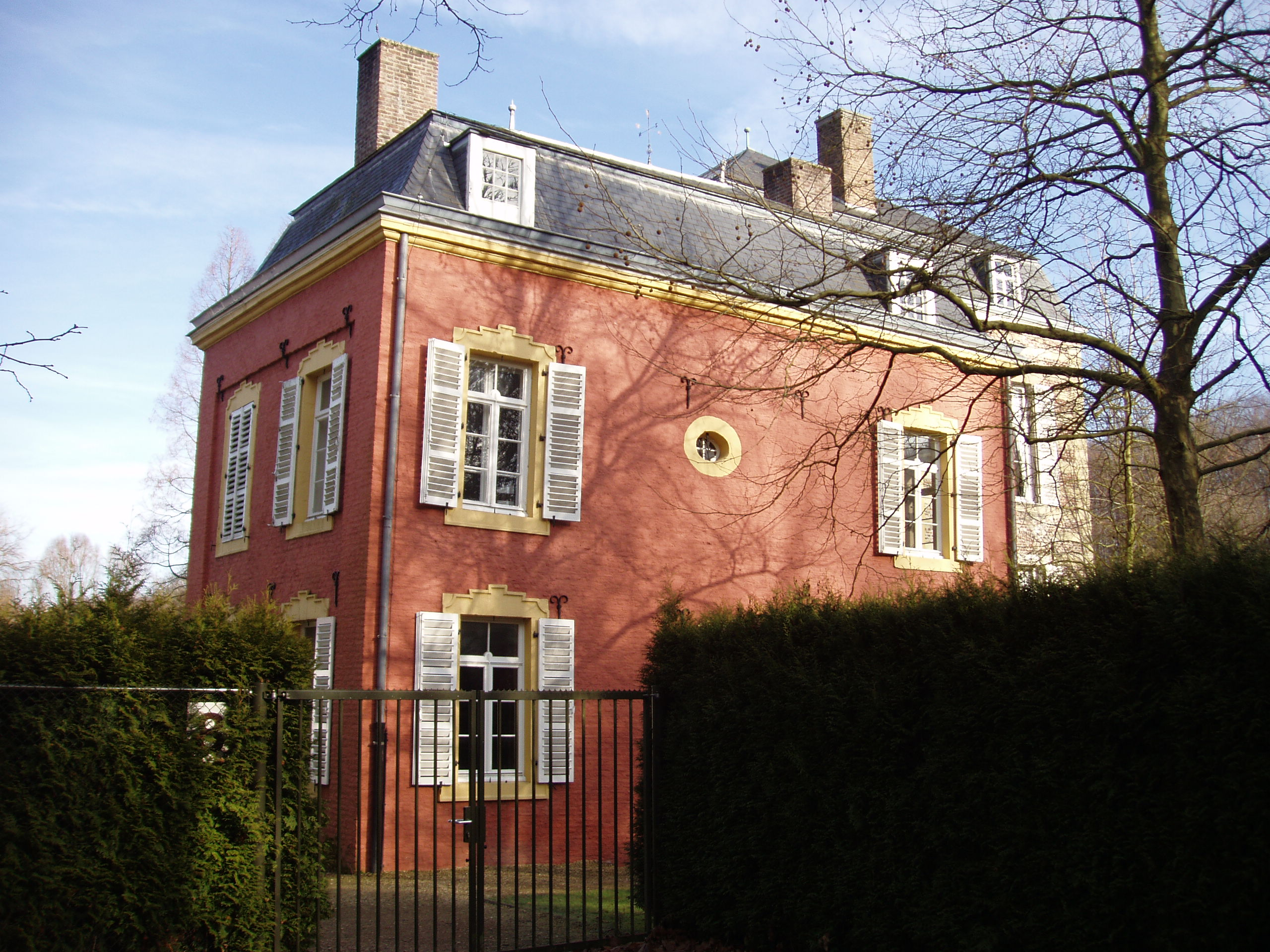
Rentmeisterwohnung, Ansicht von Südwesten

In den Innenräumen ist Einiges des Ausstattung aus dem 18. Jahrhundert erhalten geblieben, darunter Marmorkamine, eine große Treppe aus Eichenholz mit schmiedeeisernem Geländer im Stil Louis-seize, Holzvertäfelungen und Stuckdekorationen. Sie Stukkaturen an der Decke und den Wänden des großen Salons im Hochparterre werden dem bekannten Schweizer Stuckateur Petrus Nicolaas Gagini zugeschrieben.
Dem Herrenhaus schließt sich an seiner Südecke im rechten Winkel ein rot gestrichener, rechteckiger Backsteinbau mit 3:2 Achsen und schiefergedecktem Mansarddach an. Der Bau besitzt wie das Herrenhaus zwei Geschosse, die jedoch niedriger sind als die des Haupthauses. Er diente lange Zeit als Wohnung des Rentmeisters, weshalb er heute auch Verwalterhaus genannt wird. Der Bau erhielt sein klassizistisches Äußeres durch Veränderung im ersten Viertel des 18. Jahrhunderts. Die mittlere seiner drei Achsen ist an der zur Schlosshof zeigenden Nordseite durch eine Rahmung aus behauenen Natursteinquadern und einem Giebel in Segmentbogenform besonders betont.